# Enrique Corradine Wiesner

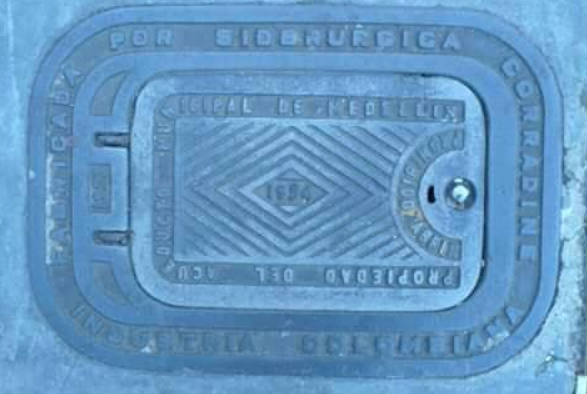
Tapas del Acueducto de Bogotá elaborados en la Siderúrgica Corradine encontradas por toda la ciudad.

Enrique Edmundo Corradine Wiesner  (Pacho 1904 - Bucaramanga 1994) fue un empresario colombiano.
Instaló e instauró la primera siderúrgica de Latinoamérica ubicada en Pacho (Cundinamarca). 

## Biografía

### Siderúrgica Corradine
Como regalo de su padre recibió un terreno en 1935 (a los 21 años) y allí surgió la siderúrgica Corradine, produciendo hasta 40 toneladas de hierro y acero de la mejor calidad, hasta 1945, cuando la quebrada amarilla destruyo la mayor parte de las edificaciones. Posteriormente fue reconstruido, Corradine importó de Inglaterra un moderno Alto Horno de cuarenta toneladas único en la región.
Inauguró una fundición de minerales de hierro en Capitanes, a 10 kilómetros al norte de Pacho, Cundinamarca, Colombia.
En 1950 la siderúrgica fue víctima del vandalismo, varias personas entraron a las instalaciones y las destruyeron, hiriendo a varios empleados y saqueando el interior. 
Construye un pequeño horno e inicia la producción de piezas para el acueducto. Patenta en 1965 las tapas de alcantarillado en su Fundición de Pacho.
En 1970 Corradine Wiesner dejó la dirección y asumió su hijo Enrique Corradine Moncada quien la administraría por menos de 20 años cerrando definitivamente sus operaciones.

## Familia
Descendiente de ingleses y alemanes, fue continuador de la obra generada por Jacobo Wiesner, amigo del General Antonio Nariño, y de otros antecesores suyos, como sus propios padres Edmundo Corradine Till y María Wiesner Anzola.